# Phronia cinerascens
Phronia cinerascens är en tvåvingeart som beskrevs av Johannes Winnertz 1863. Phronia cinerascens ingår i släktet Phronia och familjen svampmyggor. Arten är reproducerande i Sverige. Inga underarter finns listade i Catalogue of Life.